# Shakespeare og Kronborg
|  | Denne artikel er oprettet af botten PalnaBot ud fra en ekstern database. Den kan derfor have sproglige fejl eller mangler. Denne skabelon kan fjernes efter kontrol af indholdet. |

Shakespeare og Kronborg er en film instrueret af Jørgen Roos efter manuskript af Carl Th. Dreyer.

## Handling
Filmen viser Kronborg, således som Shakespeare må have set slottet - hvis han da så det for 300 år siden. Filmfolkene har grebet ideen om Shakespeares besøg på Hamlets slot og givet den filmisk udtryk. I riddersalen vender fortiden tilbage, og vi ser Frederik II og hans hof forsamlet for at overvære opførelsen af et af Shakespeares skuespil. I kulissen står den store digter selv, og da fortiden toner bort, forbliver digteren stadig i riddersalen. Ved at se ned i slotsgården, får han nu bevis for sin skuespildigtnings udødelighed.